# Bangladesh i olympiska sommarspelen 1992
Bangladesh deltog i de olympiska sommarspelen 1992 med en trupp, men ingen av landets deltagare erövrade någon medalj.

## Friidrott
Herrarnas 100 meter
- Golam Ambia
  - Heat — 11,06 (→ gick inte vidare, 62:a plats)

Herrarnas 110 meter häck
- Golam Ambia, Mehdi Hasan, Shahanuddin Choudhury och Shah Jalal
  - Heat — 42,18 (→ gick inte vidare, 22:a plats)